# Saillon
Saillon est une commune suisse du canton du Valais située dans le district de Martigny.

## Géographie
La commune est située sur la rive droite du Rhône, avec l'enclave d'Euloi, à 12 km au nord-est de Martigny. Le territoire de Saillon s'étend sur 13,74 km2. Lors du relevé de 2013-2018, les surfaces d'habitations et d'infrastructures représentaient 10,6 % de sa superficie, les surfaces agricoles 37,6 %, les surfaces boisées 20,5 % et les surfaces improductives 30,7 %.

## Toponymie
Le nom de la commune dérive probablement du nom latin d'une personne tel que Salius ou Sallius et signifierait propriété ou domaine de Salius. L'ellipse du premier substantif est usuelle dans les toponymes romains de Suisse romande.
La plus ancienne occurrence écrite du toponyme, sous la forme de Psallionis, date de 1052.
L'ancien nom allemand de la commune est Schellon.

## Population

### Gentilé et surnom
Les habitants de la commune se nomment les Saillonins (Saillonindzes ou Saillonintzes au féminin) ou Saillonains.
Ils sont surnommés les Bayardins, soit ceux qui habitent près de la tour Bayard, et les Tape-Gouilles.

### Démographie

#### Évolution de la population
Saillon compte 2 995 habitants au 31 décembre 2022 pour une densité de population de 218 hab/km2. Sur la période 2010-2019, sa population a augmenté de 25,8 % (canton : 10,5 % ; Suisse : 9,4 %).  

#### Pyramide des âges
En 2020, le taux de personnes de moins de 30 ans s'élève à 32,6 %, au-dessus de la valeur cantonale (31,7 %). Le taux de personnes de plus de 60 ans est quant à lui de 24,6 %, alors qu'il est de 26,6 % au niveau cantonal.
La même année, la commune compte 1 380 hommes pour 1 438 femmes, soit un taux de 49 % d'hommes, inférieur à celui du canton (49,6 %).
| Hommes | Classe d’âge | Femmes |
| ------ | ------------ | ------ |
| 0,4    | 90 ans ou +  | 1,3    |
| 7,6    | 75 à 89 ans  | 7,8    |
| 14,4   | 60 à 74 ans  | 17,7   |
| 20,9   | 45 à 59 ans  | 18,4   |
| 23,8   | 30 à 44 ans  | 22,5   |
| 15,9   | 15 à 29 ans  | 14,5   |
| 17,0   | - de 14 ans  | 17,8   |

| Hommes | Classe d’âge | Femmes |
| ------ | ------------ | ------ |
| 0,5    | 90 ans ou +  | 1,2    |
| 7,5    | 75 à 89 ans  | 9,4    |
| 16,8   | 60 à 74 ans  | 17,7   |
| 22,2   | 45 à 59 ans  | 21,7   |
| 20,3   | 30 à 44 ans  | 19,4   |
| 17,7   | 15 à 29 ans  | 16,6   |
| 14,9   | - de 14 ans  | 14,1   |

### Sociétés locales
Parmi la vingtaine de sociétés que compte Saillon, on peut mentionner la Bayardine, une société qui a pour but de faire découvrir la culture médiévale. Elle compte plus de cent membres : musiciens et danseurs, chanteurs et comédiens, archers et artistes du feu, acrobates et fauconnier, forgerons et cuisinières, bohémiennes et mendiantes. Elle organise des camps médiévaux, des spectacles de rue, des animations et, tous les quatre ans, les Médiévales de Saillon.

## Économie, industrie

### La carrière de marbre
Saillon fournit du marbre dès 1832, mais, initialement, seuls le marbre blanc nacré et le turquin (gris-bleu à stries blanches) étaient exploités. La carrière se trouve en hauteur, à une altitude de mille mètres. C'est la découverte, en 1873, du fameux marbre rubané ou cipolin (de l'italien "cipolla", veiné comme un oignon) qui lancera l'exploitation industrielle. Ce marbre en effet était utilisé dans l’Antiquité, mais sa carrière avait été perdue. La redécouverte d’une veine à Saillon a donc fait sensation. Vingt-cinq sociétés valaisannes, suisses et européennes, se succéderont jusqu'en 1930 pour l’exploitation et la commercialisation de ce marbre blanc à veines vertes et violettes, souvent rubanées qui fait la gloire de cette carrière à la fin du XIXe siècle et au début du  XXe siècle. L’architecte Charles Garnier a voulu être le premier à le mettre en œuvre en 1874 à l’Opéra de Paris. Un funiculaire à voie étroite est construit en 1880 pour descendre les blocs jusqu'à une marbrerie sise au pied de la montagne, au hameau de la Sarvaz.
Le cipolin de Saillon, qui passait pour le plus beau marbre, mais aussi le plus cher, a été exporté partout en Europe et aux États-Unis. On le trouve non seulement à l'Opéra Garnier à Paris, à la Basilique Notre-Dame de Fourvière à Lyon, à la Cathédrale catholique de Westminster, au British Museum à l'Université d'Oxford, et même au manoir en: The Breakers construit pour Cornelius Vanderbilt II à Newport aux États-Unis. Des colonnes monolithes sont toujours visibles à Paris dans les églises de Saint-François-Xavier et de Notre-Dame de la Consolation ainsi qu'à Basilique d'Ars, à l'entrée de la Basilique du Sacré-Cœur de Bourg-en-Bresse, à la cathédrale de Gap, et dans de nombreux lieux d'Angleterre.
Vers 1930, pendant la crise mondiale, alors qu'elle est exploitée par une multinationale belge, l'extraction cesse et l'usine de sciage se ferme. Les nombreux blocs déjà descendus en plaine seront vendus jusqu'en 1950.
Tout au début des années 60, une entreprise de la région, Lathion S.A., a relancé l'exploitation du site. Un téléphérique a été construit pour descendre les marbres destinés au broyage et ensuite à la réalisation de carreaux reconstitué dans une usine aménagée à Evionnaz. Son activité se poursuivra jusqu'en 1975.

### Tourisme
Le village est désigné plus beau village de Suisse en 2013 par les lecteurs de L'Illustré et fait partie depuis 2017 de l'association Les plus beaux villages de Suisse.

#### Les Bains de Saillon
Depuis l'époque romaine, les eaux thermales de la Salentse ont été réputées pour leurs vertus curatives et les curistes peuvent en profiter aux Bains de Saillon, un vaste complexe thermal qui existe dans sa forme actuelle depuis 2016.

#### La Salentse et ses gorges
Au cours des siècles, la Salentse a créé de magnifiques gorges. La source des bains y coule. Un sentier a été aménagé pour permettre aux visiteurs d'admirer les chutes d'eau de manière plus sécurisée.

#### Musée de la fausse monnaie
Le Musée de la fausse monnaie - maison Farinet comprend trois sections :
- la monnaie authentique présente la dernière édition des billets de banque suisses, avec toutes leurs caractéristiques, spécialement celles conçues pour éviter le faux-monnayage ;

- la fausse monnaie présente des pièces fausses anciennes, des moules et des pièces de monnaie actuelle contrefaites plus ou moins habilement. Parmi les faux billets présentés figurent de nombreux faux dollars et les fausses livres sterling fabriquées par les Allemands durant la Seconde Guerre mondiale dans le but de déstabiliser l'économie britannique. Une bonne place est réservée à la fausse monnaie suisse et aux faux euros.

Joseph-Samuel Farinet était un faux monnayeur local qui frappait uniquement des pièces de vingt centimes suisses datées de 1850 qu'il distribuait largement à la population locale en échange de nourriture et de protection. Poursuivi par la police, il meurt en 1880 dans les gorges où il avait cherché refuge. Dans la salle du musée qui lui est dédiée, on peut comparer l'homme tel qu’il fut et ce que la légende populaire en fit.

#### Gorges de la Salentse
La Salentse a creusé, au fil des siècles, une magnifique gorge. De plus, une source d'eau chaude y coule. Un chemin y a été aménagé récemment et permet la visite de ce lieu en toute sécurité. On peut notamment y admirer la Tête de Géant, sujet d'un tableau de Gustave Courbet.

#### Vigne à Farinet
Les 3 ceps de la vigne à Farinet produisent quelques décilitres de moût qu'on mélange à une bonne cuvée offerte par l'un ou l'autre propriétaire-encaveur afin de produire mille bouteilles numérotées vendues au profit d'une œuvre en faveur de l'enfance déshéritée. Chaque année, des personnalités des sports, des arts et de la politique viennent la travailler : on y a vu Zinédine Zidane, David Douillet, Caroline de Monaco, Roger Moore, Léo Ferré, Tino Rossi, Michael Schumacher, Hans Erni, Jane Birkin, Gilbert Bécaud, Claudia Cardinale, Mgr Gaillot, Sœur Emmanuelle, Danielle Mitterrand, Barbara Hendricks et tant d’autres, la liste compte plus de 150 noms. Le premier propriétaire de la vigne fut l'acteur Jean-Louis Barrault. Elle appartint ensuite à l'Abbé Pierre qui la légua au Dalaï Lama, l'actuel propriétaire.

#### Le Sentier des vitraux
L'itinéraire pédestre qui va de la place Farinet à la vigne est parsemé de 21 vitraux, œuvres de Robert Héritier pour le graphisme et de Théo Imboden pour le travail du verre.

#### La passerelle suspendue
Accrochée à près de 140 m au-dessus des gorges de la Salentse où mourut Farinet, la passerelle suspendue se trouve sur l'itinéraire qui relie les Bains de Saillon aux Bains d'Ovronnaz. À la paroi rocheuse proche, Hans Erni a accroché une blanche colombe de métal de plus de 30 m2, avec, dans son bec, une grappe de raisin en guise d’olivier.

#### Grotte du Poteu
On y a exploré plus de 12 km de galeries, mais elle est réservée à des spéléologues avertis. C’est la partie souterraine d’une rivière, la Sarvaz, dont la résurgence est spectaculaire en période de hautes eaux. Une revitalisation du cours d’eau est mise en œuvre.

#### Via Farrineta
La Via Ferrata de Saillon, démarrant des Gorges de la Salentse et aboutissant, pour la deuxième et dernière partie, en dessus de la passerelle suspendue. Elle est séparée en 3 parties, la dernière démarrant avant la fin de la deuxième, et est côtée de "moyennement difficile" à "extrêmement difficile". Facilement accessible, elle permet d'avoir une jolie vue sur la plaine du Rhône; le chemin de retour permet de traverser le vignoble situé sur le coteau du village ainsi que de traverser le vieux bourg.

## Jumelage
- Barbentane (France).

## Culture et patrimoine

### Patrimoine bâti

#### La chapelle Saint-Laurent
La chapelle, située à l'extérieur du village de Saillon en direction de Leytron, a été l'église paroissiale à partir du XIe siècle et jusqu'à la construction de l'église actuelle dans le bourg au XVIIIe siècle.

#### Le bourg médiéval
Parmi les bourgs médiévaux de Suisse, c'est l'un des mieux conservés, avec ses rues pavées et tortueuses, ses ruelles escarpées, ses passages et ses escaliers voûtés, ses placettes ombragées et son enceinte du XIIIe siècle percées de portes ouvrant vers les quatre points cardinaux. Des recherches ont permis de déterminer l'emplacement de deux hospices Saint-Jacques (l'un pour les voyageurs, l'autre pour les malades) et des bâtiments de petits seigneurs locaux. Près de l'église, de style baroque campagnard, un jardin médiéval a été créé.

#### La Tour Bayart

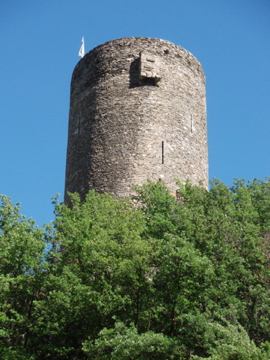
La Tour Bayart depuis la place des Chavannes.

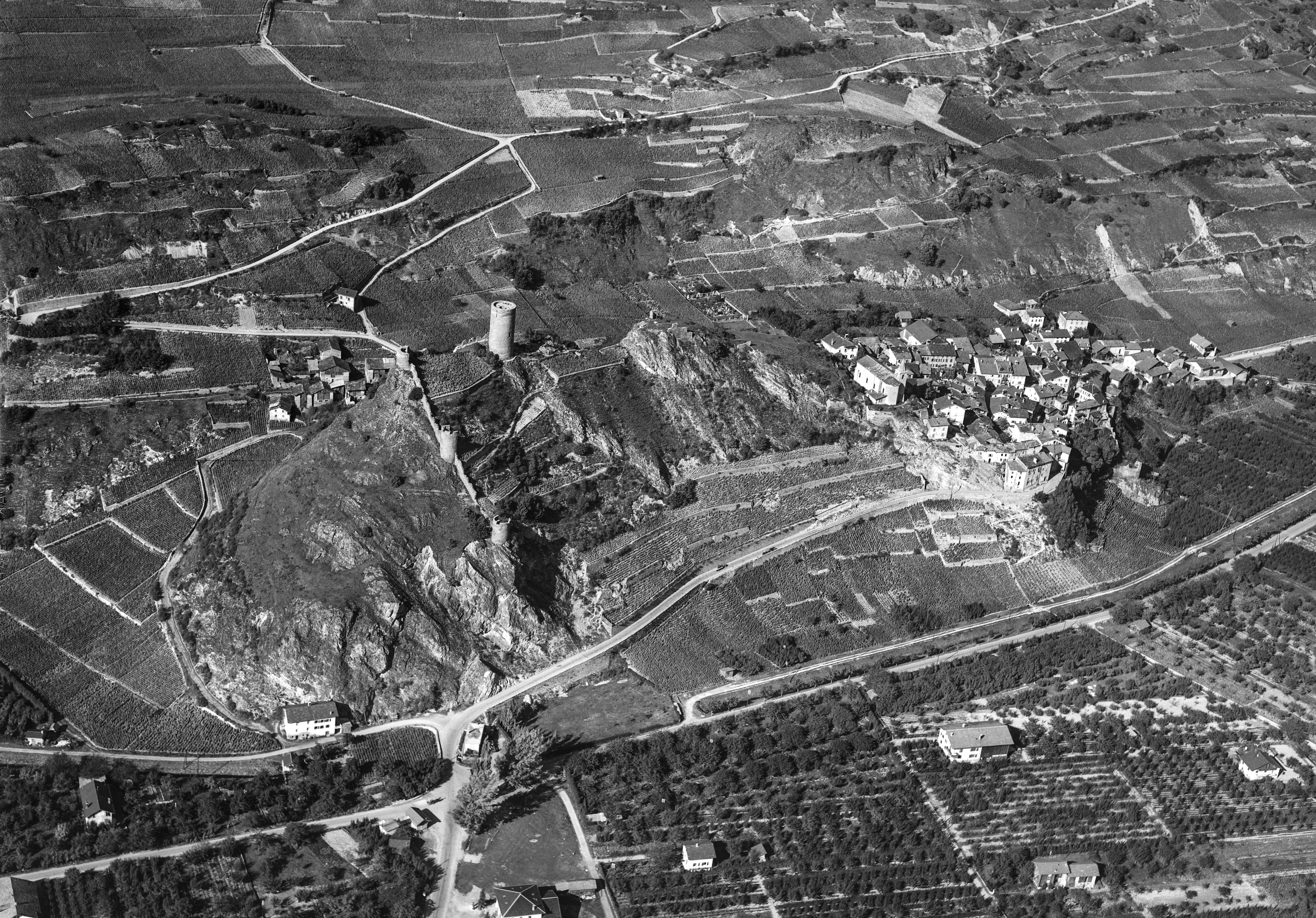
Photo aérienne (1955).

Dominant le bourg fortifié, la Tour Bayart doit son nom à Dame Bayart, propriétaire du terrain où elle fut érigée en 1261-1262 par Jean Mésot, maître d’œuvre de Pierre II de Savoie et Franciscus cementarius (Francis le Maçon). Le sommet de l'édifice était autrefois recouvert d'un toit en bois, qui a été détruit. C'est un donjon, qui, exceptionnellement, n'est pas construit à l'abri des murs du château qui se trouve sur la colline voisine, trop petite pour qu'il y ait la place suffisante pour un donjon et des corps de logis. Du château, il ne reste que quelques murs en ruine. Par contre, une ligne de défense à l'ouest de la tour Bayart présente trois demi-tours en bon état et le rempart qui les relie a été restauré. Un escalier en fer permet d'atteindre l'étage de la porte et de là, par l'escalier aménagé dans l'épaisseur du mur, on atteint le sommet d’où la vue est unique, balayant un panorama allant de Martigny à Sion.

#### L'église Sainte-Catherine
L'église a été construite en 1740 (agrandie en 1925 ; et restaurée en 1945 et en 1996). Elle est dédiée à sainte Catherine et à saint Laurent. La construction, posée sur le rocher de la Porte du Scex, domine le village. Il s'agit d'un bâtiment de style baroque campagnard. Le clocher à pyramide de pierres est très traditionnel dans la région. Elle est ornée d'une fresque de Paul Monnier représentant le martyre de saint Laurent.

### Manifestations

#### Les fêtes médiévales de Saillon
Elles sont organisées par la société de la Bayardine. Célébrées tous les quatre ans, les fêtes médiévales sont une occasion de « vivre » comme au Moyen Âge. Un cortège de plus de 1 000 figurants en habits d'époque, des animations dans les rues et sur les places, des repas à la mode d'antan, des concerts, des spectacles contribuent à créer une atmosphère particulière. La prochaine édition des Fêtes médiévales de Saillon (qui sera la neuvième) aura lieu en septembre 2019. Le moment fort de la manifestation sera sans aucun doute le cortège du dimanche matin, avec plus de 1 000 figurants en costume.

#### Les journées de la peinture
Elles se déroulent chaque année, lors d'une fin de semaine du début juillet. L'animation créée par la trentaine de peintres qui posent leurs chevalets dans les rues du pittoresque bourg est complétée par une exposition thématique à la Salle Stella Helvetica. Le public déambule gratuitement dans cet espace clos à toute circulation.

#### Les manifestations sportives
- Course pédestre des deux bains.
- Course traditionnelle de la Sainte Catherine (fête patronale).

### Personnalités
- Maurice Barman (1808-1878) : Président, c’est-à-dire maire, de Saillon, Maurice Barman est un homme politique valaisan qui fut Conseiller d'État du Valais (1839-1843, 1847-1853) et Conseiller national (1848-1857). Figure majeure des tendances libérales en Valais, il est exilé après la guerre civile de 1844. De retour après la guerre du Sonderbund, il devient la personnalité centrale du régime radical (1848-1857). Saillon lui doit la construction d'un bisse vertigineux pour amener l'eau dans les cultures.

- Gustave Courbet (1819-1877) : Né à Ornans, Gustave Courbet séjourna à Saillon où il réalisa, dans les gorges de la rivière Salentse, une toile étonnante : il peignit la disposition naturelle des roches et de la végétation formant une « Tête de Géant ».

- Joseph-Samuel Farinet, (1845-1880) : Né en 1845 dans la commune de Saint-Rhémy-en-Bosses dans la vallée d'Aoste, Joseph-Samuel Farinet connut les prisons italiennes à cause de ses talents de faux-monnayeur. Réfugié sur le versant suisse du Grand Saint-Bernard, il continua ses activités illicites jusqu’à sa mort en 1880.

### Héraldique
| Blason | Blasonnement : « D'argent à la tour crénelée de sable, maçonnée du champ. » |

Les armoiries de Saillon proviennent d'une ancienne bannière, dont un banneret est attesté en 1517.

### Fonds d'archives
- Fonds : Saillon, Commune / Bourgeoisie (1271-20e siècle) [18,09 mètres].  Cote : CH AEV, AC Saillon. Sion : Archives de l'État du Valais (présentation en ligne).